# 哈納克魯瓦 (紐約州)
哈納克魯瓦（英語：Hannacroix）是位於美國紐約州格林縣的非建制地區。

## 歷史
哈納克魯瓦的郵局自1924年營運至今。

## 地理
哈納克魯瓦所處的海拔為高於海平面58米（即190英呎），而該地所採用的時區為UTC-5，即北美东部时区（EST）。同時該地設有夏令時間，為UTC-5調快一小時，即UTC-4（EDT）。